# Комсомольський (селище)
Комсомольський (рос. Комсомольский; адиг. Комсомольскэр) — селище Кошехабльського району Адигеї Росії. Входить до складу Дмитрієвського сільського поселення.
Населення — 158 осіб (2015 рік).

## Вулиці
Усього 4 вулиці:
- Зелена,
- Центральна,
- Широка,
- Широка 2.